# Aïssa Brahimi
Aïssa Brahimi nasqué el 16 d'agost del 1961 a Tassa (Bernell), comuna d'Oued El Ma (Ighzer N'wemen), de la Wilaya de Batna. És un cantant, poeta i músic algerià de música chaoui amazic. És reconegut com un dels pioners de la música chaoui actual.

## Biografia

### Joventut
Procedent d'una família de l'Aurés, Aïssa Brahimi nasqué al poble de Tassa, que es troba a la muntanya del mateix nom, que significa 'lloc de trobada' en chaoui (shawiya), a la comuna d'Oued El Ma. El seu pare, Kassa Brahimi, va marxar a l'estat francés a principis dels anys quaranta, i hi va treballar com a obrer. Va tornar a Tassa i va morir el 1983. Aissa Brahimi té dos germans i dues germanes. Anà a l'escola primària del poble, oberta en un antic edifici del 1909. Des de petit cantava en les celebracions de fi d'any. Es va matricular en la universitat de Merouana i viatjava desenes de quilòmetres d'anada i tornada, perquè llavors tenia problemes de diners. El 1977, any en què va obtenir el títol, es va matricular en el Liceu de Ben Boulaïd de Batna. Va haver de deixar l'institut durant el segon trimestre del darrer curs per ajudar la seua família. Aissa Brahimi està casat i té tres fills.

### A Bugia
Va anar a Bugia a ensenyar en una escola primària, on va fer activitats culturals a Timezrit ilmatten, i s'estigué dos anys i quatre mesos a la universitat. A Bugia va començar dibuix i música, i hi va aprendre a tocar la guitarra i la darbukka. Participà en activitats en els conservatoris de la ciutat de Bugia. Compongué cançons pròpies en chaoui (shawiya), inspirant-se en l'herència del seu poble i en la seua experiència vital.

### Altres fets
El 1984, va tornar a Oued El Ma per ensenyar a l'escola, fins al 1988. El nomenaren director del Centre de Joventut d'Oued El Ma. L'any 1987, la cantant Massinissa i Aïssa Brahimi foren detinguts per la policia, a causa de les seues cançons i interés per la lletra Z () en tifinag, símbol de la seua cultura chaoui (amazic). Van ser empresonats uns dies a Batna.

## Trajectòria musical
Aissa Brahimi és considerat un dels pioners de la cançó chaoui. El 1986, va formar el grup Amenay ('cavaller de Chaoui') els membres del qual són Massinissa (cantant), Hamid Merzoug, Amar Beroual, Farid Merazga i Noureddine Hadjidj miloud nacer cherif. Aïssa Brahimi era la bateria del grup. El grup va participar en el primer Festival Aïssa Djermouni el 1987, i en el Festival de la Cançó de l'Aurés a Batna. Al juliol del 2006, actuà en solitari en el primer Festival de la Cançó de Belezma Chaoui a Merouana, que fou un preludi del Festival Internacional de Música de Timgad. Ha estat convidat més de quinze vegades a participar en programes de televisió de la televisió algeriana i en més d'un centenar d'espectacles de tots els canals de ràdio algerians.

### Composició
Aïssa Brahimi ha compost més de vint àlbums per a altres cantants de chaoui, en particular per a Massinissa, Katchou, Hacen Dadi, Massilia, Amnay, Allaoua, Toto, Hicham Lourassi, Hamid Belbeche, Nacerdine Horra i altres cantants novells. Va escriure una cançó dedicada a Hacen Dadi, en memòria i homenatge del cantant Katchou.

### Estil
Aissa Brahimi integra la llengua chaoui en diferents estils, timbres i ritmes musicals algerians. Va introduir-hi el sintetitzador, per cobrir la manca d'ajut pel que fa a l'obtenció d'instruments musicals i també per modernitzar la cançó tradicional chaoui.

### Àlbums
El primer àlbum, compost per sis cançons (amiss nyoudhane - argumentmtid - chah awoulinou - anza - oussan - asli), va eixir el 1987, Amnay. El grup Amenay es va separar el 1991 i Massinissa creà el seu grup. Aissa Brahimi compon en solitari, des de la creació del grup Amnay; va publicar set discos fins al 2004. El 2009, va produir un nou àlbum.
1987: Amnay
| • '                                                                        |
| -------------------------------------------------------------------------- |
| 1. Ammis nyoudhan 2. Chah awoulinou 3. Anza 4. Asli 5. Oussan 6. Erguemtid |

1997: Machi Hamma
| • ' |
| --- |
| (Charihane) 1. Bouaamayer 2. Amiss nioudane 3. Arguemtid 4. Nan fellas 5. Ayemma fisaa ouguir 6. Hatta thoudfed tafsouth |

2004: Arra achour
| • ' |
| --- |
| (El Ferdaous) 1. Ouessen aden 2. Fouss 3. Amney 4. Atergui 5. Houanid 6. Tametoth 'thamatoth louras (Femme des Aurès) chanson classée première en 1993 dans l'emission ( rock dialna ) sur la radio chaine 3 |

2009: Irgazen
| • ' |
| --- |
| (Music Hall) 1. Thadjdai iligh 2. Yalouala 3. Yassalah yaouama 4. Anouara 5. Sighaid asfadh 6. Annadh athassirth |

2011: Telidh
| • ' |
| --- |
| (édité par Sebti Mallem, produit par Aurès News) 1. Aker ayasli 2. Youssid ounijiou 3. Mada Gualla 4. Oussane n'tamz 5. Machi Hamma 6. Bouamayra |

## Trajectòria
Aissa Brahimi ensenya dibuix, música i és dinamitzador cultural; també dirigeix el Centre Cultural Merouana. També es dedica al teatre i al treball artístic del patrimoni històric i artístic chaoui de l'Aurés.

## Poesia
Aissa Brahimi també és poeta; va participar el 29 de maig del 1992 a Merouana, en la jornada cultural organitzada per l'Associació de Joves per a la Integració i el Desenvolupament. Ha estat reconegut com el geni de l'Aurés, i ha lloat les qualitats dels chaouis al llarg de la història en els seus poemes en chaoui (amazic) i el tema central dels quals tracta sobre l'Aurés. Un dels seus poemes, Thileli (llibertat), va ser traduït al francès per Rachid Hamatou i es publicà al diari Liberté (Algèria).